# Coaspe (Persia)
Coaspe è un corso d'acqua, oggi noto anche come Kunar o Kanur, che scorre in Iran.

## Storia
È noto per le acque particolarmente limpide e per il fatto che ogni achemenide, Ciro II compreso, avesse come suo uso quello di bere solo l'acqua di questo fiume. Quando il suddetto imperatore era impegnato nella conquista di Babilonia aveva al suo seguito, secondo Erodoto, molti carri a quattro ruote, trainati da muli e trasportanti dentro a vasi d'argento le acque del fiume. A riguardo di questo uso, Claudio Eliano riporta una aneddoto particolare: dato che Ciro non riusciva a trovare, sempre nel medesimo contesto, acqua con cui dissetarsi, potendosi lui dissetare solo con quella di questo fiume, chiese ai suoi soldati se uno di loro aveva con sé acqua di quel fiume, dato che il suo bagaglio non era ancora giunto: uno gliela fornì e in conseguenza di ciò venne indicato suo benefattore.
L'acqua di questo fiume era detta "regia" o per le sue qualità o per il fatto che ne facessero uso i sovrani. Nonostante Plinio affermasse nell'opera Naturalis historia che questo uso degli imperatori era connesso al fiume Euleo, Claudius Salmasius riuscì a provare che i due corsi d'acqua coincidevano: tale osservazione è fatta in una sua edizione critica dell'opera Collectanea rerum memorabilium di Gaio Giulio Solino, ampiamente ispirata alla Naturalis historia.

## Geografia
Nasce dal territorio un tempo degli Ussii, detto oggi Matiene, vicino a dove sgorga il fiume Dijala, un tempo detto Ginde, affluente del Tigri e celebre perché artificialmente prosciugato da Ciro, desideroso di vendicarsi poiché questo aveva fatto annegare un cavallo sacro nelle sue acque. Sfocia nel Golfo Persico ad est del Tigri e passa nei pressi della città di Shush, un tempo capitale invernale dell'impero achemenide: non passava lontano nemmeno da Ecbatana e da Persepoli. Secondo quanto detto da Strabone, Tigri, Coaspe e Euleo (fiume che è stato provato essere il Coaspe stesso), prima di gettarsi in mare, si riversavano in un lago sulle cui sponde era stato costruito un emporio commerciale: quest'ultimo era stato edificato in quanto le numerose cateratte impedivano la navigazione di questi corsi. Secondo una seconda versione, sempre riportata da Strabone, il Coaspe non si congiungerebbe al Tigri nei pressi della foce, ma prima, dove questo riceve in sé le acque di tutti i fiumi appartenenti al suo bacino, compreso l'Eufrate: da qui in poi si chiama Pasitigri o Parsitigri.

## In Dionigi il Periegeta
Dionigi il Periegeta nella Periegesi della Terra scrive al verso 1255: Quindi tragge il Coaspe Indici umori, e presso Susa la campagna solca. Tale errore è da attribuirsi all'aver confuso questo corso d'acqua coll'omonimo indiano, il quale attraversa Afghanistan e Pakistan ma non passa affatto da Susa: è detto anche Coe, risulta affluente del Cofe e subaffluente dell'Indo. Sospettò per primo Guglielmo Hill non si trattasse però di un errore da attribuirsi all'autore, ma casomai alla sbadataggine dei copisti: Hill, concordando con Salmasius, sostenne vi fosse scritto acqua di Media (in greco antico: μῆδον ὕδωρ?) e non acqua indiana (in greco antico: ἰνδον ὕδωρ?). Pure Francesco Vincenzo Negri, in una sua edizione commentata dell'opera di Dionigi il Periegeta cercò di ricostruire cosa potesse essere stato scritto in origine e distorto dai copisti, ipotizzando il testo recitasse acqua gindica (in greco antico: Γυνδόν ὕδωρ?): questo poiché i due fiumi nascevano da posizioni molto vicine e non si può escludere sgorgassero da un'unica sorgente, percorressero un tratto assieme e solo dopo di ciò si separassero. Ammiano Marcellino li cita accoppiati, come pure Albio Tibullo.